# Peishansaurus
Peishansaurus là một chi khủng long, được Bohlin mô tả khoa học năm 1953.